# Петерсвальд-Лёффельшайд
Петерсвальд-Лёффельшайд (нем. Peterswald-Löffelscheid) — община в Германии, в земле Рейнланд-Пфальц. 
Входит в состав района Кохем-Целль. Подчиняется управлению Целль (Мозель).  Население составляет 764 человека (на 31 декабря 2010 года). Занимает площадь 15,33 км².

## Фотографии

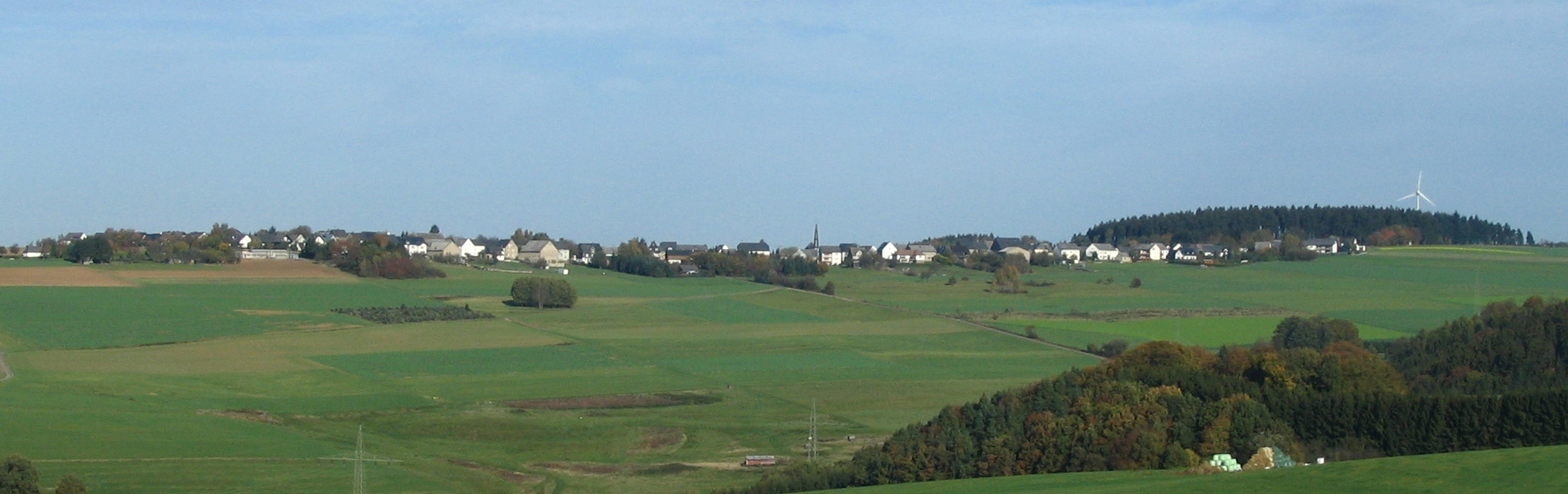
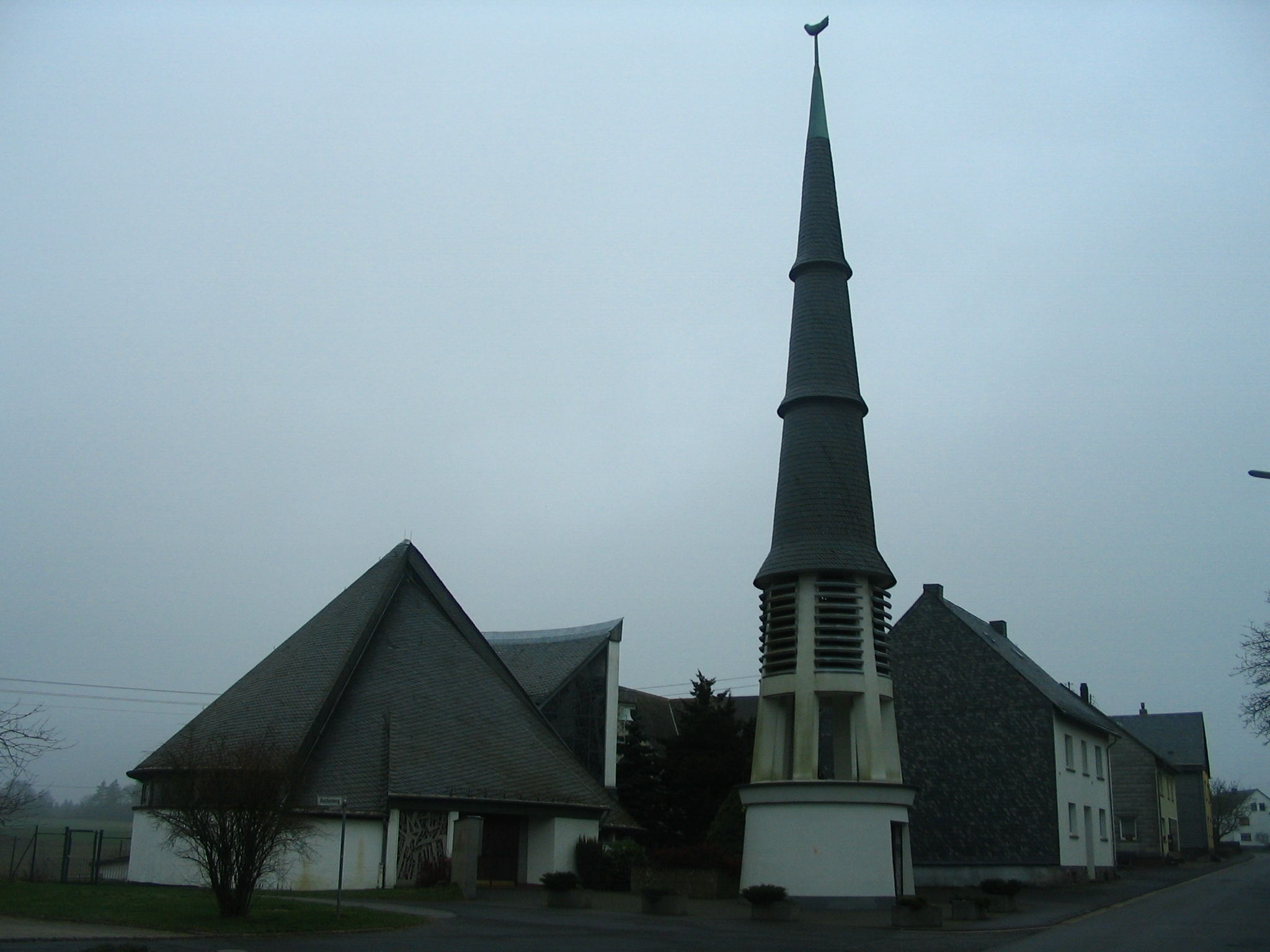
Церковь